# Séminaire israélite de France

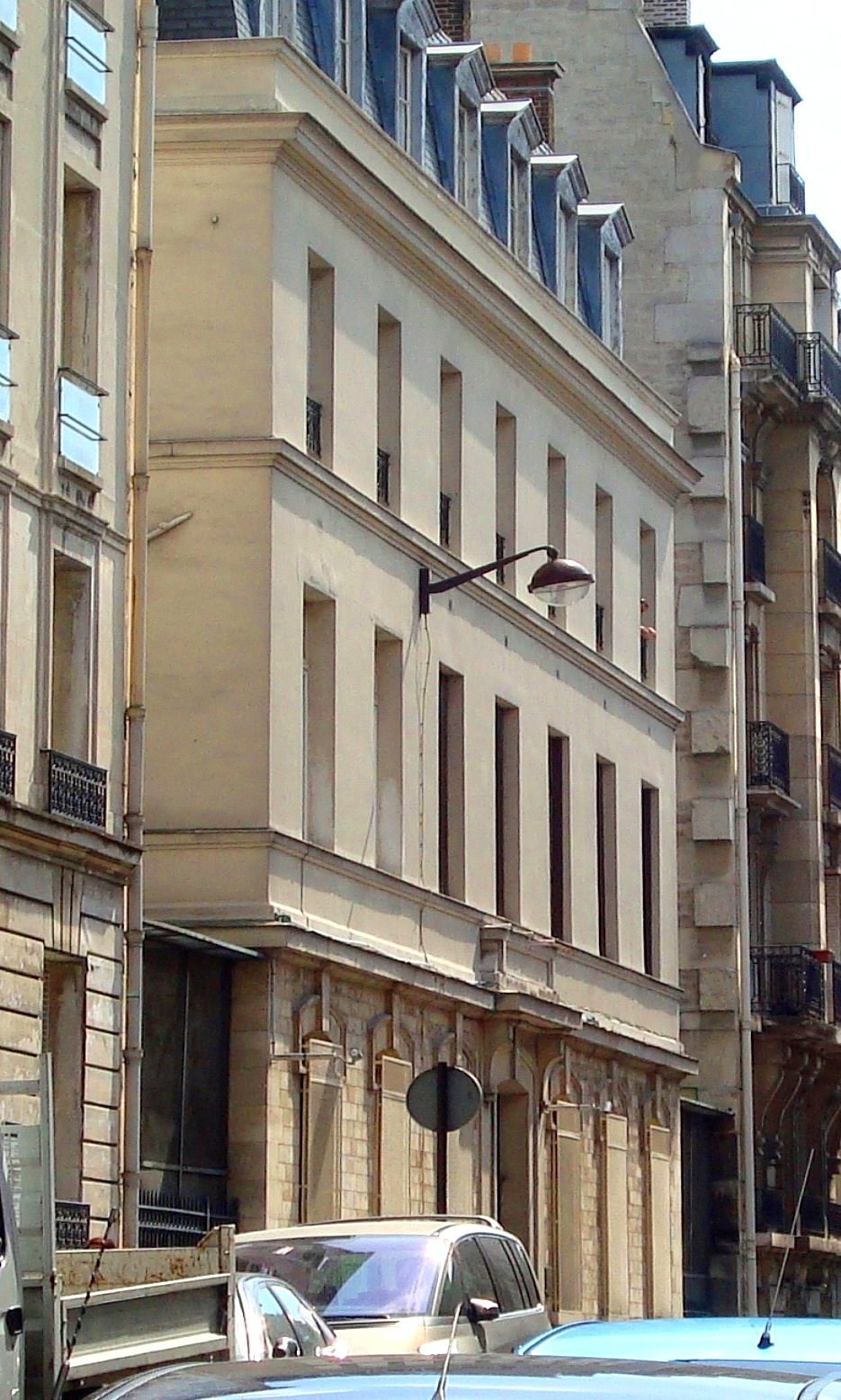
Straßenfront des Séminaire israélite in der Rue Vauquelin, Paris

Das Séminaire israélite de France („Israelitisches Seminar Frankreichs“) in Paris ist die zentrale jüdische akademische Ausbildungsstätte für französische Rabbiner und Kantoren.

## Geschichte
Im Zuge der Revolution erhielten die französischen Juden 1791 die volle bürgerliche Gleichstellung. Der Grand Sanhédrin, der auf Napoleons Geheiß 1807 in Paris zusammentrat, erklärte die uneingeschränkte Loyalität der jüdischen Gemeinschaft dem französischen Staat und seinen Gesetzen gegenüber. 1808 schuf der Kaiser das Consistoire central israélite als oberste Verwaltungsbehörde für die jüdischen Religionsangelegenheiten. 
Die neue Rechtsstellung der Juden in der Mitte der Gesellschaft erforderte auch eine Reform der Rabbinerausbildung. Diese sollte über die in den Jeschiwot meist auf Jiddisch vermittelte Talmudgelehrsamkeit hinausgehen; außer Tanach, Talmud und jüdischer Gebetstradition sollten auch die klassische französische Literatur sowie moderne philosophische und naturwissenschaftliche Fragestellungen einbezogen und neben der Bibelsprache Hebräisch auch griechische und arabische Sprachkenntnisse vermittelt werden.
Gemäß Erlass vom 21. August 1829 errichtete das Consistoire central die École centrale rabbinique („Zentrale Rabbinerschule“) in Metz, damals Hauptort des französischen Judentums. Die Studiendauer wurde auf fünf Jahre festgesetzt, die Zahl der Freistellen auf 9. Die Absolventen mussten französische Staatsbürger sein.
1859 wurde das Seminar nach Paris verlegt und erhielt seinen heutigen Namen. Zugleich wurde das akademische Niveau weiter angehoben. Unter den Studenten und Dozenten finden sich zahlreiche bedeutende Intellektuelle, darunter Joseph Derenbourg, Sylvain Lévi, Robert Anchel, Emmanuel Lévinas und Gérard Nahon.
1881 bezog das Rabbinerseminar sein heutiges Gebäude an der Rue Vauquelin. Das Bethaus im Innenhof des Seminars ist seit 1883 zugleich Synagoge für das Quartier Latin.
Mit dem Gesetz zur Trennung von Kirche und Staat von 1905 verlor auch das israelitische Seminar die staatliche Finanzierung und wird seitdem von der jüdischen Gemeinschaft allein getragen. 
Während der deutschen Besetzung Frankreichs im Zweiten Weltkrieg wich das Seminar nach Limoges aus. 17 Rabbiner und Studenten fielen der nationalsozialistischen Judenverfolgung zum Opfer. 
Seit den 1960er Jahren führte die Zuwanderung nordafrikanischer Juden orthodoxer Tradition zu einer Intensivierung des Talmudstudiums. Das Consistoire central legt jedoch Wert auf die Beibehaltung der außerreligiösen Studienfächer und ein breites „westliches“ Bildungsspektrum.